# „Căiește-te Arlechin!” spuse domnul Tic-Tac
„«Căiește-te Arlechin!» spuse domnul Tic-Tac” sau „«Căiește-te Arlechin!»” (în engleză "Repent, Harlequin!" Said the Ticktockman)  este o povestire științifico-fantastică distopică a scriitorului american Harlan Ellison care a fost publicată în 1965. Este neliniară prin faptul că narațiunea începe la mijloc, apoi trece la început, apoi la sfârșit, fără utilizarea flashback-urilor. A apărut pentru prima dată în revista științifico-fantastică Galaxy în decembrie 1965, a câștigat premiul Hugo din 1966, premiul Nebula din 1965 și Premiul Prometeu Hall of Fame din 2015. Povestirea a fost tradusă în numeroase limbi străine și a fost scrisă în 1965 într-o singură ședință de șase ore, apoi a fost trimisă la un atelier Milford Writer a doua zi. O versiune a povestirii, citită de Harlan Ellison, a fost înregistrată și emisă pe vinil, dar a fost demult epuizată. Înregistrarea audio a fost reeditată cu alte povestirii, de Blackstone Audio, sub titlul "The Voice From the Edge, Vol. 1". A fost colectată pentru prima oară în volumul Paingod and Other Delusions al lui Ellison și a apărut, de asemenea, în mai multe volume retrospective ale operei lui Ellison, printre care Alone Against Tomorrow, The Fantasies of Harlan Ellison, The Essential Ellison, Troublemakers și The Top of the Vulcano.

## Intrigă
Povestea începe cu un pasaj din Insubordonarea civilă de Henry David Thoreau. Povestea este o privire satirică asupra unui viitor distopic în care timpul este strict reglementat și toată lumea trebuie să facă totul conform unui program de timp extrem de precis. În acest viitor, întârzierea nu este doar un inconvenient, ci o crimă. Infracțiunea aceasta are o pedeapsă grea, deoarece un timp proporțional este „revocat” din viața cuiva. Consecința finală este să rămână fără timp și să fie „oprit”. Acest lucru este realizat de Stăpânul Timpului, sau „domnul TicTac”, care folosește un dispozitiv denumit „cardiograma” pentru a opri inima unei persoane după ce timpul i-a expirat. 
Povestea se concentrează asupra unui bărbat pe nume Everett C. Marm care, deghizat într-un Arlechin anarhic, se implică într-o rebeliune capricioasă împotriva domnului Tic-Tac. Everett se află într-o relație cu o fată pe nume Pretty Alice, care este exasperată de faptul că el întârzie mereu. Arlechinul perturbă programul păstrat cu grijă al societății sale cu metode precum distragerea lucrătorilor din fabrică de la sarcinile lor, aruncând peste ei cu mii de bomboane multicolore sau pur și simplu folosind o portavoce pentru a încuraja public oamenii să-și ignore programele, forțându-l pe domnul Tic-Tac să-i scoată pe oameni de la slujbele lor normale pentru a-l vâna pe Arlechin. 
În cele din urmă, Arlechinul este prins. Domnul Tic-Tac îi spune că Pretty Alice este cea care l-a trădat, ea dorind să revină la societatea punctuală în care trăiesc toți ceilalți. Arlechinul râde la porunca domnului Tic-Tac pentru ca el să se pocăiască. 
Domnul Tic-Tac decide să nu oprească inima Arlechinului și, în schimb, îl trimite într-un loc numit Coventry, unde este convertit într-o manieră similară cu modul în care Winston Smith este convertit în romanul O mie nouă sute optzeci și patru al lui George Orwell. Arlechinul spălat pe creier reapare în public și anunță că a greșit înainte și că este întotdeauna bine să fii la timp. 
La sfârșit, unul dintre subordonații domnului Tic-Tac îi spune acestuia că are trei minute întârziere față de program, lucru pentru care domnul Tic-Tac îl batjocorește fără să-l creadă.

## Primire
Donald A. Wollheim și Terry Carr au selectat povestea pentru World's Best Science Fiction: 1966. Când a revizuit colecția, Algis Budrys a considerat povestirea ca fiind o „afirmație primitivă... despre faptul că un control strict al populației este ceva rău”. 

## Drepturi de autor
La 15 septembrie 2011, Ellison a intentat un proces în instanța federală din California, susținând că scenariul filmului din 2011 În timp (r. Andrew Niccol) se bazează pe această povestire. A cerut inițial o decizie împotriva lansării filmului, cu toate acestea Ellison și-a modificat ulterior acuzațiile pentru a cere în schimb ca numele său se apară pe ecran înainte de a renunța la acuzații, în timp ce ambele părți au lansat următoarea declarație comună: "După ce a văzut filmul În timp, Harlan Ellison a decis să renunțe voluntar la această acțiune. Nici o plată sau creditare pe ecran nu a fost promisă sau acordată lui Harlan Ellison. Părțile s-au înțeles reciproc și nu au alte comentarii în această privință."

## Vezi și
- Listă de scrieri distopice
- 1965 în științifico-fantastic
- 1965 în literatură